# Plegapteryx anomalus
Plegapteryx anomalus is een vlinder uit de familie spanners (Geometridae). De wetenschappelijke naam van deze soort is voor het eerst geldig gepubliceerd in 1856 door Herrich-Schäffer.
De soort komt voor in tropisch Afrika.